# Pico Peito do Pombo
O Pico Peito do Pombo localiza-se na região serrana do município brasileiro de Macaé no estado do Rio de Janeiro, próximo à localidade de Arraial do Sana, quase na divisa política com Nova Friburgo. Possui uma altitude de 1.400 metros e para chegar até lá é preciso enfrentar uma caminhada de 2 a 3 horas em meio à Mata Atlântica, e logicamente, com bastante subida. Porém, a caminhada compensa, pois do alto é possível avistar uma parte do litoral norte fluminense nos dias bons.